# Norrtälje (Gemeinde)
Koordinaten: 59° 45′ N, 18° 42′ O

Norrtälje ist eine Gemeinde (schwedisch kommun) in der schwedischen Provinz Stockholms län und der historischen Provinz Uppland. Der Hauptort der Gemeinde ist Norrtälje.

## Geographie
Die Gemeinde liegt im Gebiet des Roslagen. Das sind die Schären vor der Küste Upplands und das angrenzende Festland. Die Gemeinden Norrtälje und Östhammar machen heute den größten Teil des Roslagen aus. Die Gemeinde ist die größte des Län und umfasst etwa ein Drittel der Fläche.
Zur Gemeinde gehört auch der südwestliche Teil der Insel Märket.

## Größere Orte
- Norrtälje
- Hallstavik
- Rimbo
- Älmsta
- Rånäs